# Sent (moneta)
Sent (l. mn. senti) – drobna jednostka pieniężna Estonii, równa {\displaystyle {\tfrac {1}{100}}} korony estońskiej, będąca w obiegu do wprowadzenia w euro (1 stycznia 2011 r.).